# Peter Granberg
Peter Olof Granberg, tidigare Olof Granberg, född 6 oktober 1928 i Engelbrekts församling i Stockholm, död 24 februari 1996 på Lidingö, var en svensk barnskådespelare, skådespelare och radioman, ursprungligen känd som Olle Granberg och Lill-Olle Granberg.

## Biografi
Granberg var son till skådespelaren Karin Granberg, bror till skådespelaren Lars Granberg, systerson till skådespelaren Bengt-Olof Granberg och dotterson till konsthistorikern Olof Granberg. Han ändrade sitt tilltalsnamn från Olof, Lill-Olle från barnskådespeleriet hängde kvar, till Peter, inspirerad av barndomsidolen Errol Flynns karaktär i filmen Kapten Blod, Peter Blood.
Peter Granberg blev 1965 förste programledare för ett av Sveriges Radios mest populära program genom tiderna, Melodikrysset och ledde programmet till och med 1992. Peter Granberg skrev, producerade och agerade med start på 1960-talet i de första så kallade trafik-, sjö- och myndighetstrailers, i dag kallat jinglar, som Sveriges Radio sände. Över årtiondena producerades över tusen olika varianter i syfte att få allmänheten att nyttja bilbälte, använda reflexer, hålla hastigheten, agera med sjövett med mera. Konceptet med trafiktrailers spreds även till andra länder.
Peter Granberg är begravd på Lidingö kyrkogård. Han var från 1954 gift med Helena Granberg (född 1934).

## Filmografi
- 1932 – Vi som går köksvägen
- 1935 – Bränningar
- 1936 – Våran pojke
- 1959 – Det händer i morgon (TV-serie)